# ナフトピジル
ナフトピジル（Naftopidil、商品名 フリバス）は、前立腺肥大症に用いられる薬剤で、選択的アドレナリンα1受容体拮抗薬として作用する薬剤である。